# Rembrandt und Saskia im Gleichnis vom verlorenen Sohn
Rembrandt und Saskia im Gleichnis vom verlorenen Sohn, auch genannt De verloren zoon in een herberg, The Prodigal Son in the Brothel oder The Prodigal Son in the Tavern, ist ein Gemälde des niederländischen Malers Rembrandt van Rijn. Bildthema ist das Gleichnis vom verlorenen Sohn aus dem Neuen Testament (Lk 15,13 ), mit Rembrandt und seiner Frau Saskia als Modelle. Das Bild befindet sich in der Gemäldegalerie Alte Meister in Dresden.

## Provenienz
Das Bild wurde 1749 durch einen Vermittler bei dem Pariser Kunsthändler Noël Araignon für Kurfürst Friedrich August II. von Sachsen erworben. Während des Zweiten Weltkriegs wurde es mit anderen Bildern der Sammlung in die Albrechtsburg in Meißen und dann in den Eisenbahntunnel bei Rottwerndorf (Pirna) ausgelagert. Ab Juli 1945 wurden die Dresdener Museumsbestände in die Sowjetunion abtransportiert. Sie sollten als Kompensation für die Kriegsverluste sowjetischer Museen dienen. Erst 1955 veranlasste die sowjetische Regierung die Rückgabe der verschleppten Dresdner Bestände. Vor der feierlichen Wiedereröffnung der rekonstruierten Sempergalerie am 3. Juni 1956 wurden Bilder aus der Gemäldegalerie – darunter Rembrandts Doppelbildnis – zunächst im Moskauer Puschkin-Museum und dann in der Berliner Nationalgalerie ausgestellt.

## Beschreibung
In einem Gasthaus sitzt ein prächtig gekleideter Mann, der über seine linke Schulter in die Richtung des Betrachters schaut. Er trägt eine rote Jacke mit gebauschten Ärmeln und ein Samtbarret mit Federschmuck. An seinem Gürtel hängt ein Schwert. In der hoch emporgereckten rechten Hand hält er ein Bierglas, während die Linke auf dem Rücken der Frau ruht, die auf seinen Knien sitzt, sich in Richtung des Betrachters umdreht und ihn anschaut. Die Frau ist reich gekleidet mit Perlenschmuck im Ohr und im Haar. Auf dem Tisch hinter dem Paar stehen ein Kuchen in einer Pfauenform, ein Teller und ein Messer. Links oben an der Wand hängt eine gerahmte Schiefertafel.
Das Bild ist mit REMBRANDT F. signiert.
Röntgenaufnahmen zeigten, dass die weibliche Figur zunächst ein Musikinstrument spielte, das damals ein sündiges Leben symbolisierte. Die Pigmentanalyse zeigt Rembrandts Wahl der üblichen Pigmente wie Rotocker, Bleizinngelb, Krapplack und Smalte.

## Kunsthistorischer Hintergrund
Die beiden Personen auf dem Bild sind als Rembrandt und seine Frau Saskia identifiziert worden. Entstanden ist das Bild wohl zwischen 1634 und 1638. Es war ursprünglich als Querformat angelegt und als eine der typischen niederländischen Wirtshausszenen mit mehreren Personen konzipiert. 1638 überarbeitete Rembrandt das Bild, beschnitt den linken Bildrand, übermalte eine nackte Flötenspielerin und änderte das Bild in ein Doppelporträt, was neue Möglichkeiten der Bildinterpretation eröffnete. Warum Rembrandt diese Veränderungen vorgenommen hat, ist bisher nicht bekannt.
Die Geschichte vom verlorenen Sohn aus dem Lukasevangelium ist seit dem 11. Jahrhundert Thema der bildenden Kunst, oft auch in Bilderzyklen erzählt. In der Malerei des 16. und 17. Jahrhunderts wird sie zu einem oft und vielfältig variierten Thema, indem sowohl sein liederliches Leben als auch seine Rückkehr in das Haus des Vaters dargestellt werden. In der protestantischen Kultur war das Thema des verlorenen Sohnes aufgrund seines moralischen Hintergrunds ein häufiges Thema für Kunstwerke.

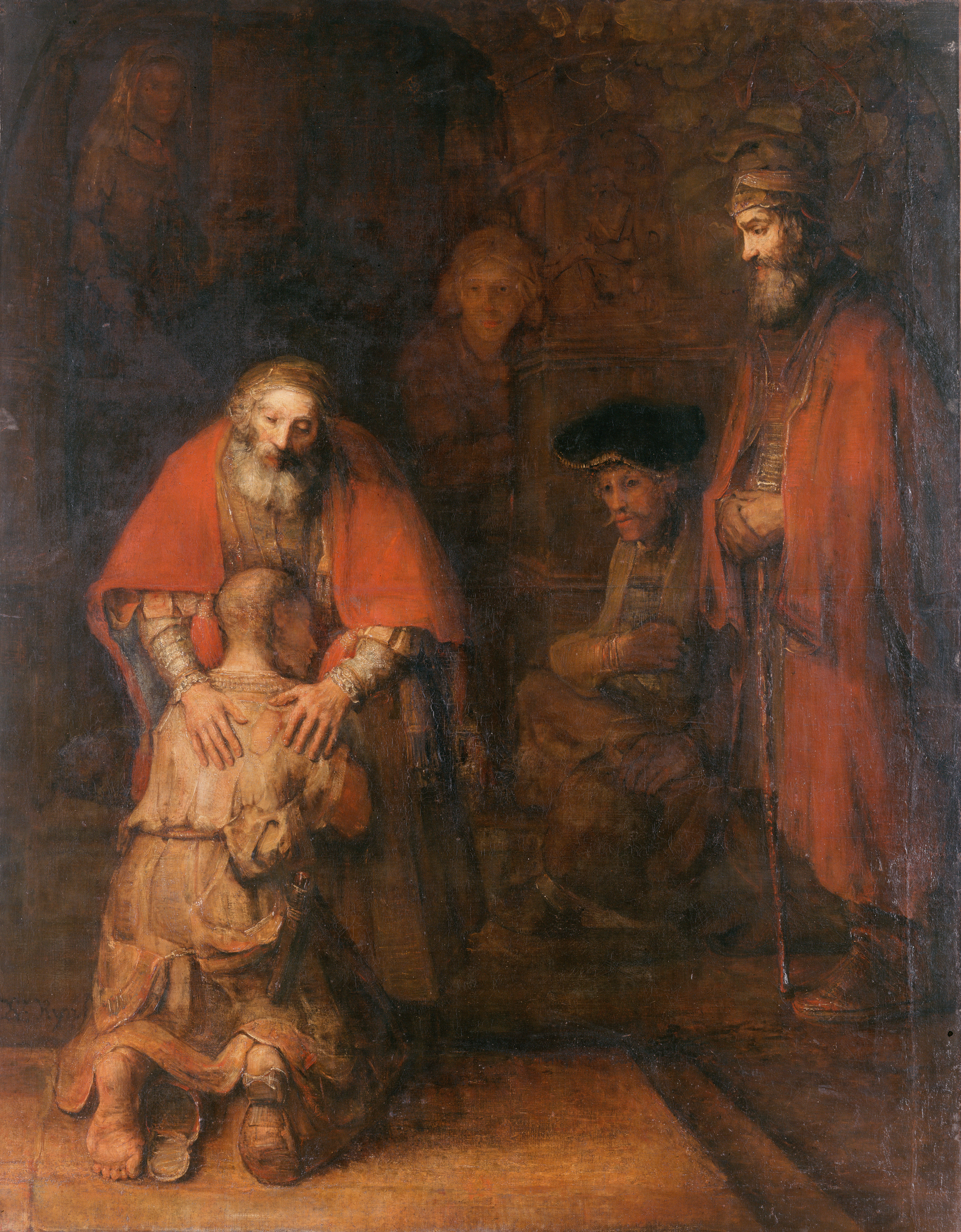
Die Rückkehr des verlorenen Sohnes, 1666–1669, Eremitage, St. Petersburg

 Rembrandt hat sich mit dem Thema ein Leben lang auseinandergesetzt. Ein Jahr nach dem Doppelporträt von 1635 entstand eine Radierung, in der die Begegnung von Vater und Sohn vor dem Tor des väterlichen Hauses dargestellt ist. Bis zu seinem Bild Die Rückkehr des verlorenen Sohns, das er im Jahr seines Todes vollendet hat und das heute in der Eremitage in St. Petersburg aufbewahrt wird, sind insgesamt sechs Zeichnungen erhalten. Sie sind ein Hinweis darauf wie intensiv sich Rembrandt über einen Zeitraum von 30 Jahren mit diesem biblischen Gleichnis beschäftigt hat.